# إفريقيا 50
إفريقيا 50 (بالفرنسية: Afrique 50)‏ فيلم وثائقي فرنسي أنتجه رينيه فوتييه في عام 1950. يعتبر هذا الفيلم المحظور لأكثر من 40 عامًا في فرنسا أول فيلم فرنسي مناهض للاستعمار.

## القصة
سنة 1950، أرسلت «رابطة التعليم الفرنسي» رينيه فوتيه من أجل توثيق العمل التربويّ في المستعمرات الفرنسية غرب إفريقيا، ولكنه حوّل تلك المهمة، وقرر أن يشهد على الواقع، من قلة المعلمين والأطباء، والجرائم التي ارتكبها الجيش الفرنسي، واستغلال السكان المستعمرين. حُظِر الفيلم لأكثر من 40 عامًا وحكم على رينيه فوتييه بالسجن عدة أشهر.

## روابط خارجية
- إفريقيا 50 على موقع IMDb (الإنجليزية)
- إفريقيا 50 على موقع ألو سيني (الفرنسية)
- إفريقيا 50 على موقع أول موفي (الإنجليزية)
- إفريقيا 50 على موقع فيلمافينيتي (الإسبانية)
- إفريقيا 50 على موقع قاعدة بيانات الفيلم (الإنجليزية)
- إفريقيا 50 على موقع ليتربوكسد (الإنجليزية)
- إفريقيا 50 على موقع كينوبويسك (الروسية)